# فرانك ألويسيوس تيرني
فرانك ألويسيوس تيرني (بالإنجليزية: Frank Aloysius Tierney)‏ هو مغني أمريكي، ولد في 13 أبريل 1879، وتوفي في 17 سبتمبر 1923.

## وصلات خارجية
- فرانك ألويسيوس تيرني على موقع قاعدة بيانات برودواي على الإنترنت (الإنجليزية)